# 1000-km-Rennen von Paris 1960

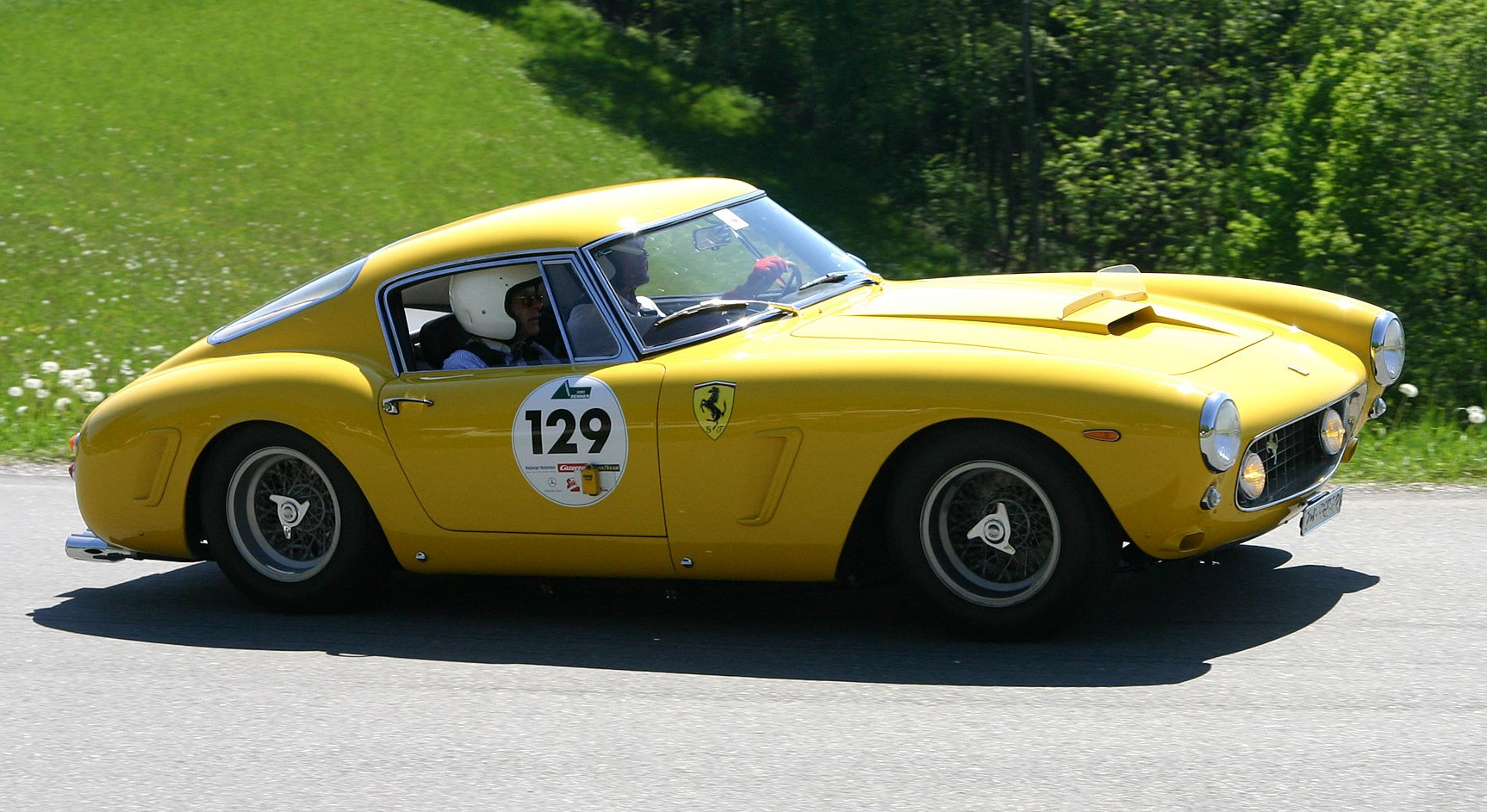
Ferrari 250 GT SWB in der gelben Lackierung der Ecurie Francorchamps

Das zweite  1000-km-Rennen von Paris, auch 1000 kms de Paris, A Linas Montlhéry, fand am 23. Oktober 1960 auf dem Autodrome de Linas-Montlhéry statt. Das Rennen zählte zu keiner Rennserie.

## Das Rennen
1956 wurde auf dem Ovalkurs von Montlhéry zum ersten Mal ein Langstreckenrennen über die Distanz von 1000 Kilometer ausgefahren. In den folgenden Jahren versuchten die Verantwortlichen des Automobile Club de l'Île-de-France mehrmals vergeblich ein weiteres Rennen zu veranstalten. Erst 1960 konnten die notwendigen finanziellen Mittel beschafft werden, um die zweite Rennveranstaltung unter diesem Namen abhalten zu können.
Ausgeschrieben wurde das Rennen für drei GT-Klassen und endete mit einem Doppelsieg der Ecurie Francorchamps. Lucien Bianchi und Olivier Gendebien siegten auf einem Ferrari 250 GT SWB mit einem Vorsprung von 1 Minute und 20 Sekunden vor den Team- und Markenkollegen Willy Mairesse und Wolfgang von Trips.

## Ergebnisse

### Schlussklassement
| 1               | GT + 1.6 | 3  | Ecurie Francorchamps | Lucien Bianchi Olivier Gendebien          | Ferrari 250 GT SWB             | 129 |
| 2               | GT + 1.6 | 8  | Ecurie Francorchamps | Willy Mairesse Wolfgang von Trips         | Ferrari 250 GT SWB             | 129 |
| 3               | GT + 1.6 | 5  | Jo Schlesser         | Jo Schlesser André Simon                  | Ferrari 250 GT SWB             |     |
| 4               | GT + 1.6 | 4  | Pierre Dumay         | Pierre Dumay Fernand Tavano               | Ferrari 250 GT SWB             |     |
| 5               | GT + 1.6 | 12 | Graham Whitehead     | Graham Whitehead Henry Taylor             | Ferrari 250 GT SWB             |     |
| 6               | GT + 1.6 | 9  | Essex Racing Team    | Roy Salvadori Innes Ireland               | Aston Martin DB4 GT            |     |
| 7               | GT 1.6   | 22 |                      | Graham Hill Huschke von Hanstein          | Porsche 356 Carrera Abarth     |     |
| 8               | GT + 1.6 | 11 | Alberico Cacciari    | Alberico Cacciari Giancarlo Sala          | Ferrari 250 GT SWB             |     |
| 9               | GT + 1.6 | 15 | Ecurie Francorchamps | André Pilette Georges Berger              | Ferrari 250 GT LWB             |     |
| 10              | GT 1.6   | 23 |                      | Pierre Monneret Pierre Boutin             | Porsche 356A Carrera Speedster |     |
| 11              | GT 1.6   | 28 | Jean-François Malle  | Robin Carnegie Jean-François Malle        | Lotus Elite                    |     |
| 12              | GT 1.6   | 27 |                      | Jean Kerguen Jacques Dewez                | Porsche 356A Carrera           |     |
| 13              | GT 1.6   | 29 |                      | Dickie Stoop Peter Riley                  | Porsche 356A Carrera           |     |
| 14              | GT + 1.6 | 16 |                      | Jean Bernadet Alain Bertaut               | AC Ace                         |     |
| 15              | GT + 1.6 | 18 |                      | Maurice Porthault Claude Marbaque         | AC Ace                         |     |
| 16              | GT + 1.6 | 19 |                      | Jean-Claude Magne Georges Alexandrovitch  | AC Ace                         |     |
| 17              | GT 1.0   | 50 |                      | Jean-Claude Vidilles Robert Bouharde      | DB HBR5                        |     |
| 18              | GT 1.0   | 46 |                      | Remo Cattini Herbert Linge                | Fiat-Abarth 750                |     |
| 19              | GT 1.0   | 48 |                      | Bernard Consten Paul Condrillier          | Fiat-Abarth 700S               |     |
| 20              | GT 1.0   | 43 |                      | Gérard Laureau Paul Armagnac              | DB HBR4                        |     |
| 21              | GT 1.0   | 44 |                      | René Bartholoni Jean Vinatier             | DB HBR4                        |     |
| 22              | GT 1.0   | 47 |                      | Tierre Milano Ernst Prinoth               | Fiat-Abarth 700S               |     |
| 23              | GT 1.0   | 42 |                      | Lucien Dejardin Robert Dutoit             | DB HBR4                        |     |
| Ausgefallen     |          |    |                      |                                           |                                |     |
| 24              | GT + 1.6 | 10 | Essex Racing Team    | Jim Clark Tony Maggs                      | Aston Martin DB4 GT            | 116 |
| 25              | GT + 1.6 | 2  | Scuderia Serenissima | Giorgio Scarlatti Gianni Balzarini        | Ferrari 250 GT SWB             | 68  |
| 26              | GT + 1.6 | 6  | Ecurie Francorchamps | Jean Blaton Armand Blaton                 | Ferrari 250 GT SWB             | 26  |
| 27              | GT + 1.6 | 1  | Scuderia Serenissima | Maurice Trintignant Carlo-Mario Abate     | Ferrari 250 GT SWB             |     |
| 28              | GT + 1.6 | 7  | Ecurie Francorchamps | Jean Guichet Pierre Noblet                | Ferrari 250 GT SWB             |     |
| 29              | GT 1.6   | 25 |                      | Swartz Gerhard Koch                       | Porsche 356 Carrera Abarth     |     |
| 30              | GT 1.6   | 26 |                      | Robert Darville André Liekens             | Porsche 356A Carrera           |     |
| 31              | GT 1.6   | 31 |                      | Marcello de Luca di Lizzano José Rosinski | Alfa Romeo Giulietta SS Zagato |     |
| 32              | GT 1.0   | 45 |                      | Roger Masson Jean-François Jaeger         | DB HBR5                        |     |
| 33              | GT 1.0   | 49 |                      | Tommy Francis Gérard Crombac              | Fiat-Abarth 700S               |     |
| 34              | GT 1.0   | 51 |                      | Lucien Campion Reynes                     | DB HBR5                        |     |
| Nicht gestartet |          |    |                      |                                           |                                |     |
| 35              | GT 1.6   |    |                      | Georges Houel Henri Perrier               | Porsche                        | 1   |
| 36              | GT + 1.6 |    |                      | Wolfgang Seidel Edgar Berney              | Ferrari 250 GT SWB             | 2   |

1 nicht gestartet
2 nicht gestartet

### Nur in der Meldeliste
Hier finden sich Teams, Fahrer und Fahrzeuge, die ursprünglich für das Rennen gemeldet waren, aber aus den unterschiedlichsten Gründen daran nicht teilnahmen.
| Pos. | Klasse   | Nr. | Team | Fahrer                       | Chassis     |
| ---- | -------- | --- | ---- | ---------------------------- | ----------- |
| 37   | GT 1.6   |     |      | Tommy Francis Gérard Crombac | Lotus Elite |
| 38   | GT + 1.6 |     |      | Noric                        | AC Ace      |

### Klassensieger
| Klasse   | Fahrer               | Fahrer               | Fahrzeug                   | Platzierung im Gesamtklassement |
| -------- | -------------------- | -------------------- | -------------------------- | ------------------------------- |
| GT + 1.6 | Lucien Bianchi       | Olivier Gendebien    | Ferrari 250 GT SWB         | Gesamtsieg                      |
| GT 1.6   | Graham Hill          | Huschke von Hanstein | Porsche 356 Carrera Abarth | Rang 7                          |
| GT 1.0   | Jean-Claude Vidilles | Robert Bouharde      | DB HBR5                    | Rang 17                         |

### Renndaten
- Gemeldet: 38
- Gestartet: 34
- Gewertet: 23
- Rennklassen: 3
- Zuschauer: 25000
- Wetter am Renntag: unbekannt
- Streckenlänge: 7,780 km
- Fahrzeit des Siegerteams: 6:54:46,800 Stunden
- Gesamtrunden des Siegerteams: 129
- Gesamtdistanz des Siegerteams: 1005,202 km
- Siegerschnitt: unbekannt
- Pole Position: Roy Salvadori - Aston Martin DB4 GT (#9)
- Schnellste Rennrunde: Wolfgang von Trips - Ferrari 250 GT SWB (#8) - 2.58,500
- Rennserie: zählte zu keiner Rennserie